# Schistura alticrista
Schistura alticrista és una espècie de peix de la família dels balitòrids i de l'ordre dels cipriniformes.

## Morfologia
Els mascles poden assolir els 7,1 cm de longitud total.

## Distribució geogràfica
Es troba a la conca del riu Salween a la província de Mae Hong Son (Tailàndia).

## Amenaces
Les seues principals amenaces són la reducció o interrupció del cabal dels cursos d'aigua, la desforestació i les pràctiques agrícoles gens sostenibles.